# Catraca (ave)
Falso-tódi-de-peito-castanho ou catraca (Hemitriccus obsoletus) é uma espécie de ave da família Tyrannidae.
Pode ser encontrada nos seguintes países: Argentina e Brasil.
Os seus habitats naturais são: regiões subtropicais ou tropicais húmidas de alta altitude.